# 足羽七城
足羽七城（あすわななじょう）とは、南北朝時代に北朝方の越前守護・斯波高経が、南朝方との抗争の中で福井県福井市の九頭竜川・足羽川流域に構築した城塞群の総称。単に足羽城と呼ばれる場合もある。

## 概要
後醍醐天皇に追われて九州に逃れた足利尊氏は、勢力を回復して東進し、延元元年/建武3年（1336年）の湊川の戦いで新田義貞・楠木正成を破り京都を奪還、光明天皇を擁立して北朝を成立させた。後醍醐天皇は比叡山に逃れ、後に吉野へ逃れて南朝を成立させる。後醍醐と共に比叡山に拠り尊氏と争っていた新田義貞は、越前国に下向して金ヶ崎城・杣山城を拠点として北朝方の斯波高経と争った。
新田勢は平泉寺衆徒の加勢も得て延元3年/建武5年（1338年）2月の日野川の戦いで斯波勢を破り、越前国府（越前市）から小黒丸城（福井市）に敗走させた。破れた斯波高経は、小黒丸城を拠点として周辺に複数の城塞群を築き、新田方に対抗した。軍記物『太平記』巻20-6「義貞黒丸に於て合戦の事」には、このとき高経が七つの城を構えたとある。またこの他にも城塞群の総称として足羽城とよぶ記述が見える。

## 七城の諸説
この地域の当該時期に遡る城跡は、7ヶ所以上存在しており、どの城を「七城」に位置付けるかは諸説ある。
『日本城郭大系』11巻（1980年）は、福井藩主松平吉邦の命で享保5年（1720年）に編纂された『越前国古城跡并館屋敷蹟』（『城跡考』）の記載を引用し、
- 小黒丸城・勝虎城・藤島城・波羅密城・安居城・江守城・北庄城（福井城）

とする。また、松原信之による
- 構ヶ城（高木城）・勝虎城・藤島城・波羅密城・安居城・江守城・北庄城（福井城）

とする説と、
- 構ヶ城（高木城）・勝虎城・藤島城・波羅密城・安居城・和田城・北庄城（福井城）

とする説を挙げている。
『福井の歴史散歩』（2010年）
は
- 構ヶ城（高木城）・小黒丸城・藤島城・波羅密城・安居城・和田城・黒龍城

としている。

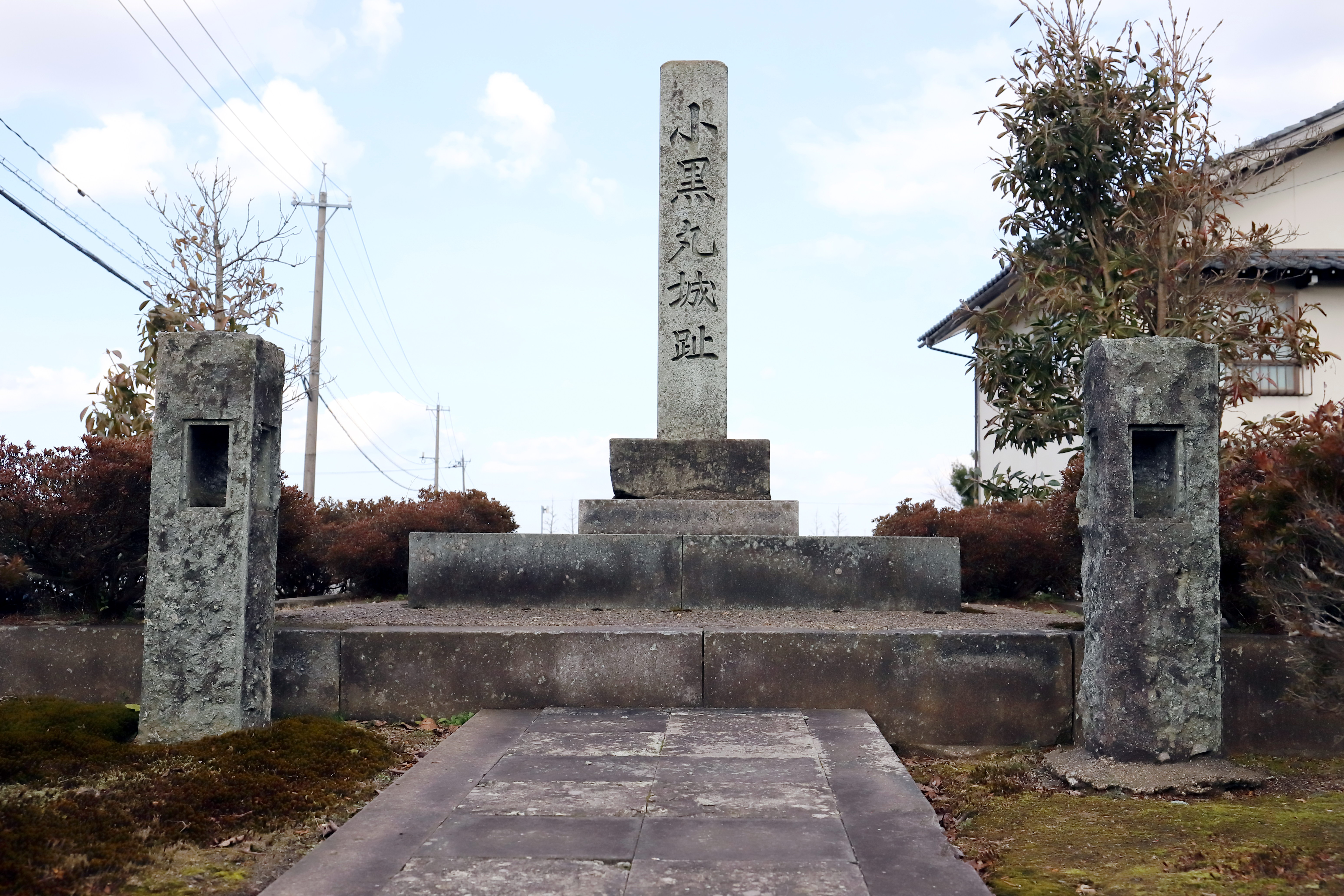
小黒丸城址碑
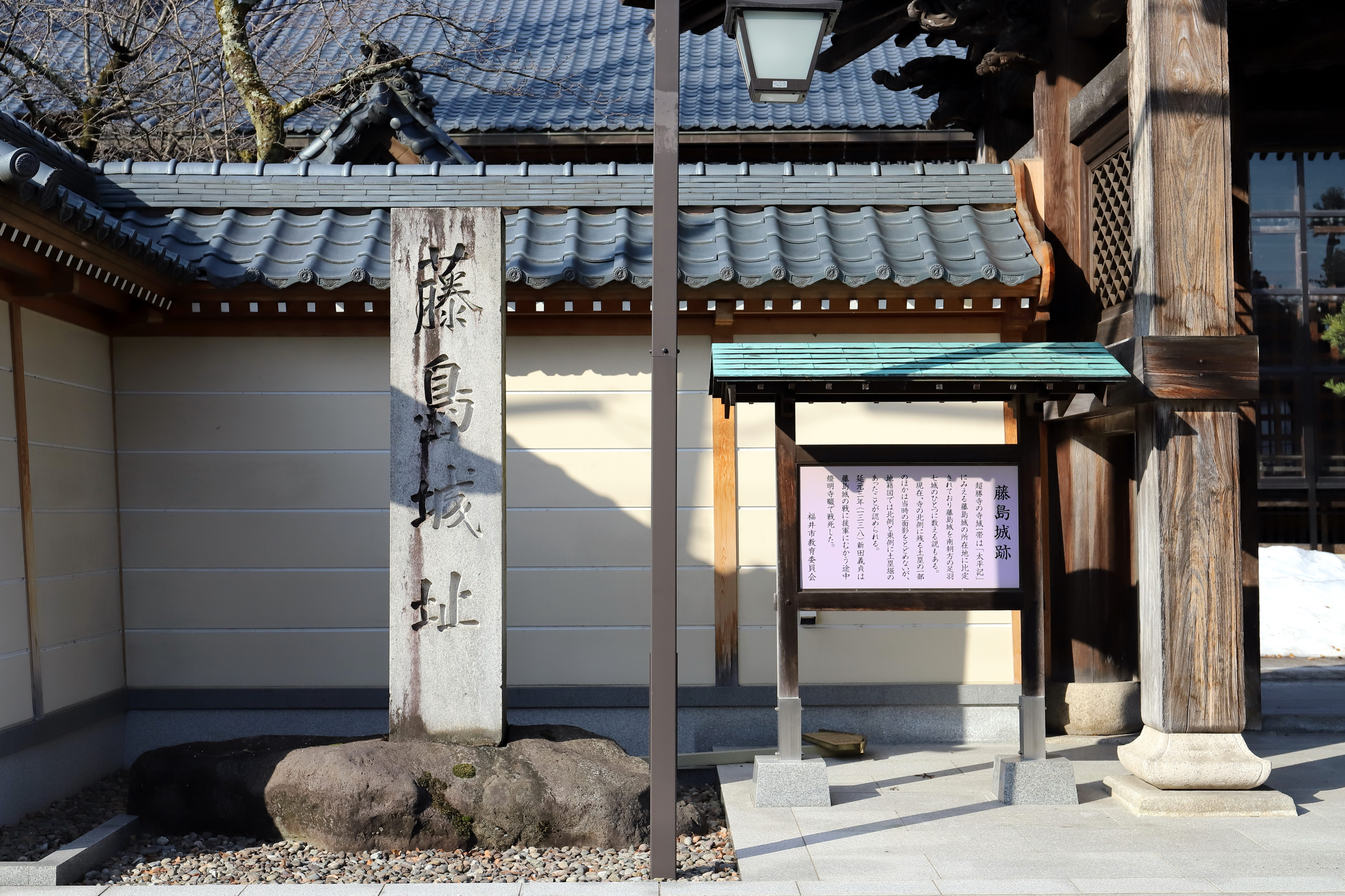
藤島城址碑
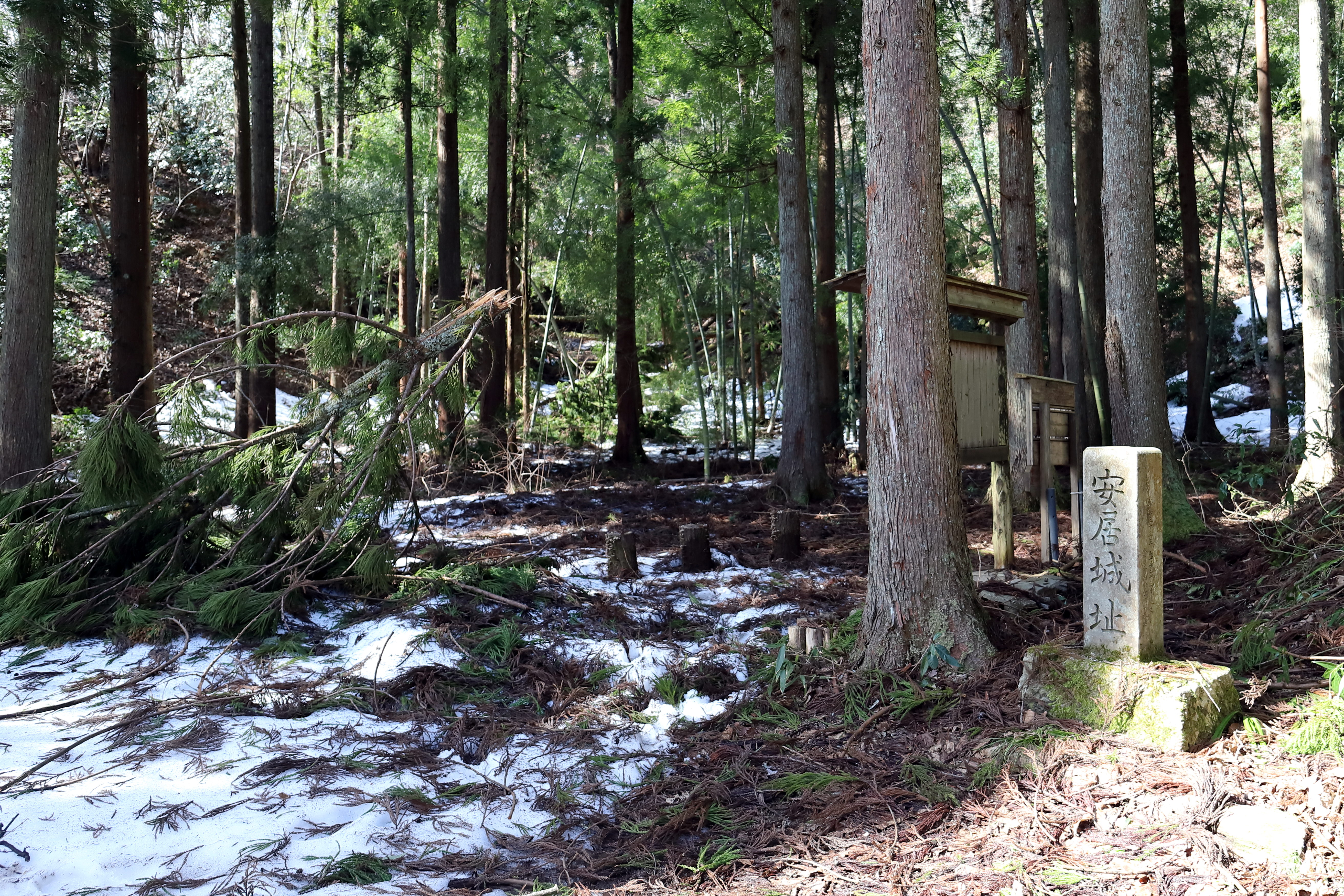
安居城址碑

## その後
新田義貞は、延元3年/建武5年（1338年）5月より足羽七城に対して大規模な攻勢をかけた。しかし閏7月2日の藤島の戦いで、藤島城に督戦に向かった際に敵軍に遭遇し燈明寺畷で戦死した。その後、弟の脇屋義助が主体となって戦闘を継続したが次第に衰え、暦応4年/興国2年（1341年）までに越前全域は斯波高経が掌握することとなった。